# خواكين بيريز سالاس
خواكين بيريز سالاس (إشبيلية، 1886 - مرسية 4 أغسطس 1939) هو عسكري بالمدفعية الإسبانية تميز بمساهمته في الحرب الأهلية الإسبانية، خاصةً انتصاره في معركة بوزوبلانكو، وحضوره في جبهة قرطبة. وفي نهاية الحرب تم أسره من قبل الجانب القومي وأعدم بالرصاص.

## سيرة شخصية

### مهنة عسكرية
وُلِد من عائلة ذات تقاليد عسكرية عريقة، حيث دخل شقيقه خيسوس في مهنة عسكرية وخلال الحرب الأهلية تولى قيادة فرقة الثلاثين. وهناك أيضا ثلاثة أشقاء آخرين - مثل مانويل وخوليو - في الجيش.
التحق بأكاديمية المدفعية سنة 1905، وتخرج بعد خمس سنوات ليكون الأول في ترقيته. وفي السنوات التالية أرسل إلى العديد من الوجهات العسكرية، ومن ضمنها الفترة التي قضاها في بلنسية ومليلية والعرائش. عارض قمع سلاح المدفعية بقرار من الدكتاتور ميغيل بريمو دي ريفيرا، وشارك في سنة 1926 في عملية سانخوانادا الفاشلة، التي سعت للإطاحة بديكتاتورية بريمو دي ريفيرا. وبعد تقلبات الدهر السيئة أعيد قبوله في الجيش يوم 12 فبراير 1930 بعد عفو واسع النطاق منحته حكومة برنغير. وبعد إعلان الجمهورية الثانية وافق بيريز سالاس على النظام الجديد وأقسم بالولاء له.

### الحرب الأهلية الإسبانية
على الرغم من الانتفاضة العسكرية التي جرت في يوليو 1936، إلا أن بيريز سالاس ظل مخلصًا للجمهورية، فانقسم أخوته بسبب الحرب: فبقي أربعة من الإخوة (ومنهم خواكين) ظلوا أوفياء للجمهورية، إلا أن الخامس انضم إلى المتمردين، وتلقى خواكين الأمر بالمغادرة إلى قطاع قرطبة برفقة بطاريتي مدفعية.
في نهاية أغسطس شارك في الهجوم الفاشل على قرطبة، وهي عملية قادها الجنرال مياخا. كان بيريز سالاس مسؤولاً عن رتل مؤلف من قسم من حرس الحدود و 300 من الحرس المدني ومجموعة من حرس الاقتحام وسريتي بحارة ومجموعة مختلطة من المدفعية والعديد من رجال الميليشيات. ومن الوحدات المهاجمة قوات خاضعة لقيادة بيريز سالاس هاجمت المدينة من الجنوب. بعد التغلب على المقاومة المتقدمة، فأصبح طابوره هو الأقرب لدخول عاصمة قرطبة، وعلى الرغم من أنه تم إيقافه في قرية توريس كابريرا بسبب الغارات الجوية على سافويا - ماركيتي إس إم 79 من إشبيلية. وبسبب الهجوم الجوي أمرته قيادة مياخا بالانسحاب، وهو ما فعله على مضض، وبنهاية العام استقرت الجبهة، وواصلت قوات بيريز سالاس السيطرة على جزء من مقاطعة قرطبة.
بعد معركة مالقة في 6 مارس 1937 بدأت القوات الفرانكوية بقيادة غونزالو كيبو ديانو هجومًا على جبهة قرطبة بنية احتلال بوزوبلانكو، وبعد كسر الجبهة استمر بالتقدم حتى وصل إلى حرم كنيسة سيدة كابيزا، حيث كسر الحصار الذي خضعت له منذ بداية الحرب. كان من المأمول أيضًا أن يكون قادرًا على غزو مناجم المعدن، وهي مهمة جدًا للحرب بسبب احتياطياتها من الزئبق. أعاد بيريز سالاس تنظيم الوحدات الجمهورية في قطاع بوزوبلانكو وتحت قيادته المباشرة، وعلى الرغم من حقيقة أن هيئة الأركان العامة المركزية طلبت بإخلاء البلدة معتبرة أنها خاسرة عمليا. إلا أن المقاومة الجمهورية أكبر من المتوقع وكان بيريز سالاس مستعدًا لشن هجوم مضاد تسبب في خسائر مادية عديدة لجيش غونزالو كويبو دي لانو، بالإضافة إلى استعادة كل الأراضي المفقودة وتمكنوا من احتلال مناطق كبيرة للعدو.
بعد إعادة تنظيم قوات الجيش الشعبي إلى فرق بدءًا من أبريل، ذهب بيريز سالاس لقيادة الفرقة 19 ومقرها في بوزوبلانكو، واعتبارًا من مايو قاد فيلق الجيش الثامن الذي أنشئ حديثًا. وعلى رأس تلك القوات الكبيرة قاد هجومًا مضادًا في يوليو إلى قرية الفخار بالقرب من قرطبة، على الرغم من أنهم اضطروا إلى الانسحاب بسبب ضغط العدو. وفي شهر نوفمبر أدى هجوم للعدو على قطاع بينارويا-فوينتي أوبيخونا إلى تهديد خطير للاتصالات بين إكستريمادورا وأندلسيا، لكن الهجوم المضاد الذي وجهه بيريز سالاس شخصيًا أعاد الوضع كما كان، واستعاد أيضًا بلدة غرانجا دي توريهيرموسا المدمرة. كما استلم في ذلك الوقت قيادة جيش إكستريمادورا حديث النشأة، وهو منصب شغله بين 15 و 29 نوفمبر ثم حل محله المقدم ريكاردو بوريلو.
ثم عين في قوات المدفعية الاحتياطية في بلنسية، وفي 5 مايو 1938 تمت ترقيته إلى رتبة عقيد. وبعد بضعة أشهر وبسبب هزائم الجمهورية في جبهة إكستريمادورا، طلب بيريز سالاس قيادة فيلق الجيش الثامن، فتم له ذلك في 12 أغسطس. وفي يوم 22 توقف تقدم قوات فرانكو، وفي الأيام التالية استعاد الجمهوريون مواقعهم المفقودة سابقًا. وهكذا تمكنت قوات بيريز سالاس من الدفاع عن مناجم المعدن مرة أخرى، مما أوقف تمامًا هجوم كيبو ديانو على جبهة إكستريمادور. وفي 13 سبتمبر تلقى أمرًا بالاستيلاء على قرطبة. وفي يوم 22 بدأت قواته بالهجوم مرة أخرى، ولكنها فشلت في كسر دفاعات العدو. وفي 5 أكتوبر تم إلغاء العملية نهائيًا.

### نهاية الحرب وإعدامه
في مارس 1939 بعد أن اشعل الطابور الخامس انتفاضة في قرطاجنة وانقلاب كاسادو ضد حكومة نيغرين، عين مجلس الدفاع الوطني الجديد بيريز سالاس قائدًا لقاعدة قرطاجنة البحرية. فوصل إلى المدينة بين 8 و 9 مارس وتولى قيادته الجديدة، بعد أن استعاد اللواء المختلط 206 السيطرة على المدينة. وخلال الأسابيع التالية كانت هناك فترة انتظار حتى نهاية الحرب كانت متوقعة بالفعل. ففي 29 مارس غادرت ناقلة النفط كامبيلو قرطاجنة وكان على متنها العديد من اللاجئين الفارين من أعمال انتقامية محتملة من قبل قوات فرانكو. ذهب بيريز سالاس إلى الأرصفة ليودع معارفه ورفض الدعوات للحضور على متن السفينة. في اليوم التالي احتل الجيش الفرانكوي المدينة واعتقل بيريز سالاس في منزله.
وسُجن على الفور ونُقل لاحقًا إلى مرسية، وحوكم بتهمة التمرد العسكري، وحُكم عليه بالإعدام، وتم إطلاق الرصلص عليه في 4 أغسطس. وصاح وقت إعدامه: تحيا الجمهورية! يحيا المسيح الملك.